# 施特拉爾山 (布雷根茨森林山脈)
47°21′12.7″N 9°43′19″E / 47.353528°N 9.72194°E

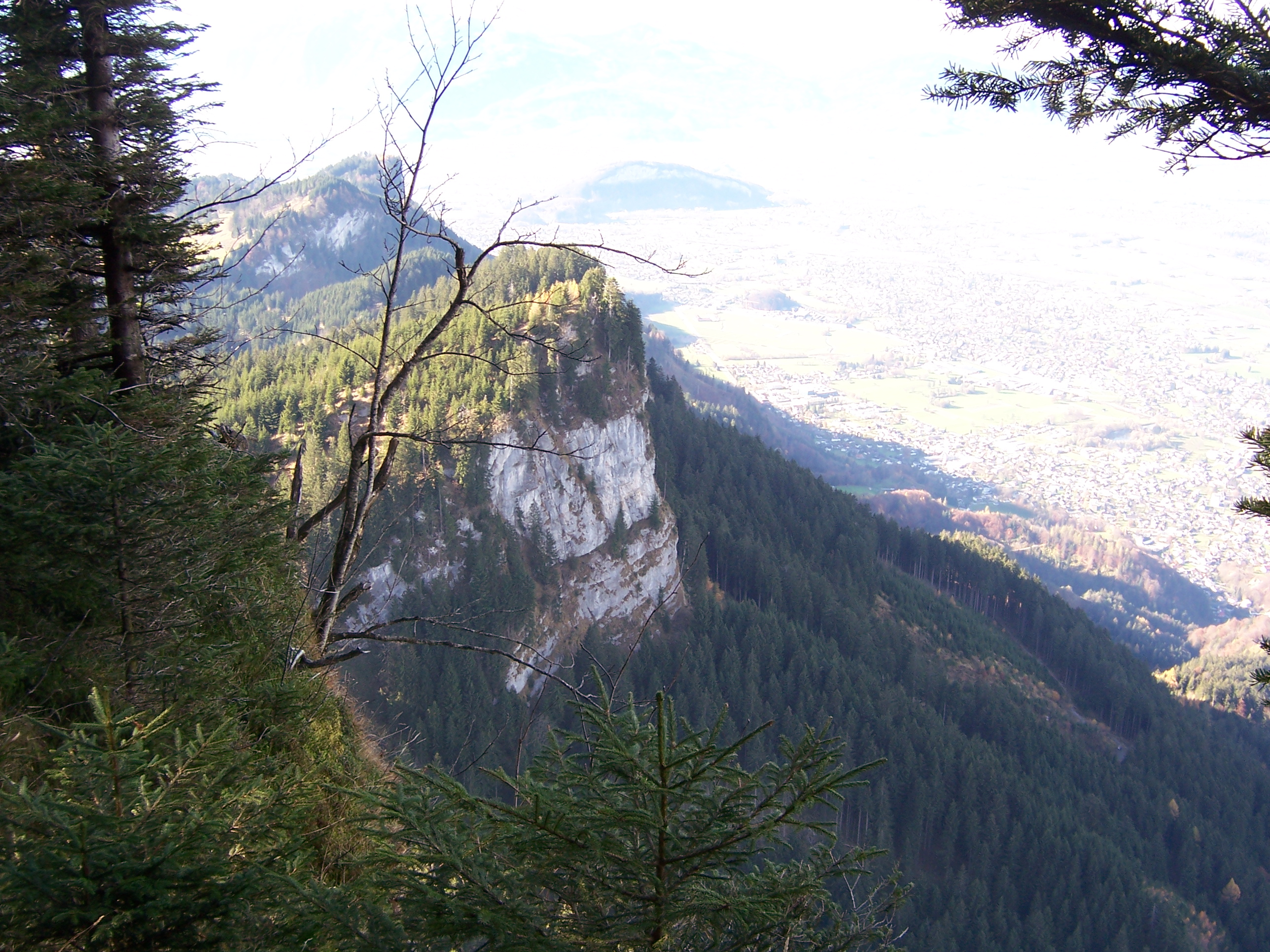

施特拉爾山（德語：Strahlkopf），是奧地利的山峰，位於該國西部，由福拉爾貝格州負責管轄，屬於布雷根茨森林山脈的一部分，距離舍訥曼山0.4公里，海拔高度1,366米，每年平均降雨量1,852毫米。